# Chang Myong-hi
Chang Myong-hi est le directeur de l'Union Asiatique du Patinage (en).

## Biographie
En 2002, il est référent technique des épreuves de patinage de vitesse sur piste courte aux Jeux olympiques de 2002.
En 2010, il devient membre honoraire de l'Union internationale de patinage.
En 2014, il s'élève contre le népotisme et la corruption au sein de l'Union coréenne du patinage, accusant notamment son vice-président de traiter différemment ses favoris. Cette réaction suit l'annonce qu'un entraîneur de patinage de vitesse sur piste courte a été reconnu coupable d'agression sexuelle sur une de ses patineuses deux ans plus tôt. La même année, il encourage l'organisation d'une compétition continentale de patinage de vitesse sur piste courte aux Philippines plutôt qu'au Japon, en Chine et en Corée du Sud, les trois pays asiatiques où le sport bénéficie d'une véritable reconnaissance.